# Pometia ridleyi
Pometia ridleyi är en kinesträdsväxtart som beskrevs av George King. Pometia ridleyi ingår i släktet Pometia och familjen kinesträdsväxter. Inga underarter finns listade i Catalogue of Life.